# سافج (ألبوم)
سافج (بالانجليزية: Savage) هي أول أسطوانة مطولة (EP) لفرقة الفتيات الكورية الجنوبية ايسبا. تم إصداره بواسطة إس إم إنترتينمنت في 5 أكتوبر 2021. يحتوي على ست أغنية بما في ذلك الأغنية الرئيسية. حقق الألبوم نجاحًا تجاريًا وتلقى تعليقات إيجابية من نقاد الموسيقى الذين أثنوا على أسلوب الألبوم "المظلم" و "المستقبلي" و"دمج أنواع الموسيقى المختلفة". حقق الالبوم أول دخول لـ ايسبا في بيلبورد 200 في المركز 20، تصدر سافج أيضًا مخطط ألبوم غاون وحصل على شهادة من قبل جمعية المحتوى الموسيقي الكورية (KMCA).
الألبوم هو نوع هايبربوب و اليكتروبوب وكان الهدف منه هو إظهار التنوع الموسيقي للفرقة. عملت الفرقة مع مجموعة واسعة من مؤلفي الأغاني والمنتجين بما في ذلك هايلي كيوكو و مؤسس إس إم لي سو مان الذي عمل كمنتج تنفيذي للألبوم.

## الخلفية والتسجيل
في 13 سبتمبر 2021، أعلنت شركة إس إم إنترتينمنت أن ايسبا سوف يصدرن أول البوم مصغر لهم بعنوان سافج في 5 أكتوبر، والتي تحتوي على ستة اغاني. تم إصدار الطلب المسبق للألبوم في 14 سبتمبر. في 27 سبتمبر، تم الكشف عن قائمة الأغاني والأغنية الرئيسية "سافج". وتضمنت قائمة الأغاني مشاركة المغنية وكاتبة الأغاني الأمريكية هايلي كيوكو في الأغنية الختامية "Lucid Dream". في مقابلة مع الغرامي، كشفت جيزيل أنهم "في الواقع لم يتمكنوا من مقابلة [هايلي كيوكو] والقيام بتعاون فعلي [على الرغم من] أن الأغنية من تأليفها." وفقًا لمجلة بايبر، قام لي سو مان "بتوجيه العضوات شخصيًا لكل التفاصيل الصغيرة بما في ذلك نطق كل مقطع لفظي."
قبل التسجيل، من المهم جدًا إيصال الرسالة والحالة المزاجية للأغنية للمستمع. أنا حقا أدخل في الشخصية. على سبيل المثال، إذا كنت أقوم بتسجيل أغنية، فسوف أفكر في مشاهد مختلفة في رأسي، مثل الفيلم. "ما هي الشخصية التي أجسدها؟ ماذا يحدث؟ كيف أشعر؟" أشياء صغيرة من هذا القبيل. بعد أن أفعل ذلك وأجهز نفسي، أواصل تسجيل الموسيقى.— نينق نينق عن تسجيل أغاني الألبوم، جائزة غرامي

## تعليقات النقاد
صرح الناقد ديفيد كرون من أول ميوزيك أن الألبوم يستمر في "إظهار القوة النجمية لـ ايسبا". تمار هيرمان من جريدة جنوب الصين الصباحية لخصت الألبوم بأنه كان "ناجح في عرض ما يجب على أعضاء ايسبا تقديمه كواحدة من أكثر فرق البوب النسائية الجديدة طموحًا". منحت كارمن تشين من موسيقى اكسبرس جديدة أربعة نجوم من أصل خمسة للألبوم.